# Przypis (film)
Przypis (hebr. הערת שוליים) – dramat filmowy produkcji izraelskiej z 2011 roku w reżyserii Josefa Cedara, który także był autorem scenariusza. W rolach głównych wystąpili Szelomo Bar-Aba i Li’or Aszkenazi. Premiera obrazu odbyła się 2 czerwca 2011 roku.
Film zdobył 9 nagród Izraelskiej Akademii Filmowej (Ofiry) w kategorii Najlepszy film, Najlepszy aktor Szelomo Bar-Aba, Najlepszy aktor drugoplanowy Li’or Aszkenazi, Najlepszy reżyser Josef Cedar, Najlepsza scenografia Arad Sawat, Najlepsza ścieżka dźwiękowa Tuli Chen, Alex Claude i Israel David, Najlepsze zdjęcia Jaron Szarf, Najlepszy montaż Enat Glaser-Zarhin oraz Najlepszy scenariusz Josef Cedar. Ponadto film uzyskał nominację do Nagrody Akademii Filmowej w kategorii Najlepszy film nieanglojęzyczny.
Przypis do 8 lipca 2012 r. zarobił 2 007 758 USD w Ameryce Północnej.

## Fabuła
Eli’ezer (Szelomo Bar-Aba) i Uri’el Szkolnik (Li’or Aszkenazi) to ojciec i syn. Prócz rodzinnych powiązań łączy ich wspólna praca na Uniwersytecie Hebrajskim, gdzie obaj są profesorami Tałmudu i rywalizują ze sobą. Kiedy dowiadują się, że Eli’ezer zostanie uhonorowany za swoją pracę, ich relacja się zmieni.

## Obsada
- Szelomo Bar-Aba jako Eli’ezer Szkolnik
- Li’or Aszkenazi jako Uri’el Szkolnik
- Alisa Rosen jako Jehudit Szkolnik
- Alma Zack jako Dikla Szkolnik
- Danijjel Markovwicz jako Josz Szkolnik
- Micah Lewensohn jako Jehuda Grossman
- Juwal Szarf jako Noa, reporter
- Newo Kimchi jako Ja’ir Fingerhut
- Jona Elian jako Juli Tamir